# Chris Adcock
Christopher Thomas Adcock –conocido como Chris Adcock– (Leicester, 27 de abril de 1989) es un deportista británico que compite en bádminton para Inglaterra en las modalidades de dobles y dobles mixto. Está casado con la jugadora de bádminton Gabrielle White.
Ganó dos medallas en el Campeonato Mundial de Bádminton, plata en 2011 y bronce en 2017, y cinco medallas en el Campeonato Europeo de Bádminton entre los años 2012 y 2018. En los Juegos Europeos de Minsk 2019 obtuvo una medalla de plata.

## Palmarés internacional
| Representando a Inglaterra   |                       |                   |              |
| Campeonato Mundial           |                       |                   |              |
| Año                          | Lugar                 | Medalla           | Prueba       |
| 2011                         | Londres (Reino Unido) | Medalla de plata  | Dobles mixto |
| 2017                         | Glasgow (Reino Unido) | Medalla de bronce | Dobles mixto |
| Representando al Reino Unido |                       |                   |              |
| Juegos Europeos              |                       |                   |              |
| Año                          | Lugar                 | Medalla           | Prueba       |
| 2019                         | Minsk (Bielorrusia)   | Medalla de plata  | Dobles mixto |
| Representando a Inglaterra   |                       |                   |              |
| Campeonato Europeo           |                       |                   |              |
| Año                          | Lugar                 | Medalla           | Prueba       |
| 2012                         | Karlskrona (Suecia)   | Medalla de bronce | Dobles       |
| 2012                         | Karlskrona (Suecia)   | Medalla de bronce | Dobles mixto |
| 2014                         | Kazán (Rusia)         | Medalla de bronce | Dobles       |
| 2017                         | Kolding (Dinamarca)   | Medalla de oro    | Dobles mixto |
| 2018                         | Huelva (España)       | Medalla de oro    | Dobles mixto |